# متلازمة لاندو-كليفنر
متلازمة لاندو-كليفنر وتعرف أيضاً بالحبسة الكلامية الطفولية المكتسبة، وبالحبسة الكلامية الصرعية المكتسبة، أو الحبسة الكلامية المترافقة مع اضطراب تشنجي؛ وهي متلازمة عصبية نادرة تحدث في الطفولة.
سميت بهذا الاسم تيمناً بويليام لاندو وفرانك كليفنر، اللذان وصفاها عام 1957 وشخصاها لدى ستة أطفال.

## الأعراض والعلامات
تتميز متلازمة لاندو-كليفنر بالتطور المفاجئ أو التدريجي للحبسة الكلامية aphasia (وهي عدم القدرة على التعبير أو فهم اللغة)، وبشذوذ في المخطط الكهربائي للدماغ (EEG). تؤثر المتلازمة على جزء الدماغ المسؤول عن التحكم بالاستيعاب والكلام (باحة بروكا وباحة فيرنيكه). يحدث هذا الاضطراب عادة عند الأطفال في سن 3 إلى 7 سنوات؛ ويبدو أن المتلازمة تسود في تشخيصها عند الذكور (بنسبة 1.7 إلى 1).
ينمو عادة الأطفال المصابون بالمتلازمة بشكل طبيعي، ومن ثم يفقدون قدراتهم اللغوية. وبينما يصاب العديد من المتأثرين بالمتلازمة بنوبات سريرية، تظهر النوبات لدى آخرين فقط على مخطط كهرباء الدماغ، وهذا يشمل المخطط الكهربائي للحالة الصرعية أثناء النوم ESES. وعادة ما يكون العمه السمعي واللفظي المؤشر الأول على مشكلة اللغة؛ ويتظاهر هذا الأمر لدى المصابين بعدة طرق من ضمنها عدم القدرة على تمييز الأصوات المألوفة واختلال القدرة على تفسير وتحديد الصوت؛ بالإضافة إلى ذلك، غالباً ما تختل اللغة الاستقبالية بشكل حاد، وفي بعض المرضى يكون اختلال اللغة التعبيرية هو الأكثر شدة. وجد في دراسة لـ 77 حالة مصابة بالمتلازمة أن 6 منها لديها هذا النوع من الحبسة الكلامية. ولأن هذه المتلازمة تظهر في حياة الطفل خلال الفترة الحرجة لاكتسابه اللغة، فقد يتأثر إنتاج الكلام بالقدر ذاته من الشدة التي يتأثر بها استيعاب اللغة. عادة ما تكون بداية المتلازمة بين عمر 18 شهراً و13 عاماً، والفترة الأكثر ترجيحاً لظهور المتلازمة تقع بين عمر 3 سنوات إلى 7 سنوات.
وبشكل عام، إن ظهور المرض بعمر أسبق يقترن باستعادة لغوية أضعف وبحدوث نوبات ليلية تستمر لما يزيد عن 36 شهراً. وهناك مدى اختلاف كبير في أعراض المتلازمة ويعوزها الاتساق في معايير التشخيص بين الحالات؛ كما أن العديد من الأبحاث لا تتضمن دراسات تتبعية للحالات، وبالتالي لم يتم التعرف على علاقات أخرى بين الأعراض والاستعادة اللغوية.
عادة ما يحدث التدهور في اللغة لدى المصابين خلال فترة أسابيع أو أشهر، وقد ورد عن حالات حبسة ذات بداية حادة وأخرى انتيابية أيضاً.
تعد النوبات مؤشراً هاما جداً على الإصابة بالمتلازمة، وخصوصاً التي تحدث أثناء الليل، وتبلغ نسبة انتشار النوبات السريرية للمتلازمة 70-85 %، وسجل عند ثلث المصابين حدوث نوبة واحدة فقط. تظهر النوبات نموذجياً بين عمر 4 إلى 10 سنوات وتختفي قبل البلوغ (حوالي سن 15 عاماً).
غالباً ما يترافق تطور المتلازمة باضطرابات عصبية نفسية وسلوكية، حيث تشاهد المشاكل السلوكية لدى 78% من جميع الحالات، ولوحظ أيضا لدى ما يقارب 80% من الحالات وجود فرط الحركة وقصور في مدى الانتباه بالإضافة إلى الغضب والعدوانية والقلق. وتعتبر هذه الأنماط السلوكية عوارض ثانوية ترافق القصور اللغوي للمصابين بالمتلازمة. كما تم تسجيل سمة القصور في الذاكرة قصيرة المدى في حالات طويلة الأمد من المتلازمة.

## السبب
لا يوجد سبب معروف في معظم حالات الإصابة بالمتلازمة، وأحيانا تكون الإصابة حالة ثانوية مرافقة لتشخيصات أخرى كأورام الدماغ ذات الدرجة المنخفضة وإصابات الرأس الداخلية وداء الكيسات العصبية المذنبة والداء المزيل للميالين، كما قد تترافق التهابات الأوعية في الجهاز العصبي المركزي مع هذه المتلازمة.

## التشخيص
يمكن أن يكون تشخيص المتلازمة صعباً وقد تشخص بشكل خاطئ على أنها توحد أو اضطراب نمو شامل أو إعاقة سمعية أو إعاقة تعلمية أو اضطراب معالجة سمعية أو لفظية أو اضطراب فرط الحركة وقصور الانتباه أو إعاقة ذهنية أو انفصام شخصية طفولي أو مشاكل سلوكية أو عاطفية، ويعد تخطيط كهرباء الدماغ EEG اختباراً أساسياً للتشخيص.
يظهر لدى العديد من حالات الإصابة بالمتلازمة شذوذ في النشاط الكهربائي للدماغ في كلا نصفي الدماغ، ويكثر ظهور ذلك أثناء النوم. ورغم شيوع قراءة شذوذ في التخطيط الكهربائي للدماغ عند المصابين بالمتلازمة، فلم تحدد علاقة بين شذوذات مخطط كهرباء الدماغ وبين وجود أو شدة المشاكل اللغوية. رغم ذلك، ففي معظم الحالات، سبق وجود هذه الشذوذات في مخطط كهرباء الدماغ تدهور اللغة، كما أن التحسن في مخطط كهرباء الدماغ سبق تحسن اللغة (يحصل هذا لدى النصف من بين جميع الأطفال المصابين). إلا أن العديد من العوامل تمنع ثبات بيانات تخطيط الدماغ، فحالات القصور العصبية لا تتبع بشكل دقيق التغيرات القصوى في مخطط الدماغ خلال الزمن.
لعل أكثر الطرق فعالية لإثبات الإصابة بالمتلازمة هي الحصول على مخططات لكهرباء الدماغ أثناء النوم لليلة كاملة، من ضمنها مخططات أثناء جميع مراحل النوم؛ ويمكن استبعاد الكثير من الحالات كإزالة الميالين أو أورام الدماغ باستخدام التصوير بالرنين المغناطيسي MRI. يمكن للفلورو ديوكسي غلوكوز FDG والتصوير المقطعي بالإصدار البوزيتروني PET في متلازمة لاندو-كليفنر أن يظهر انخفاض في معدل الاستقلاب في أحد الفصين الصدغيين أو كلاهما؛ وشوهد فرط في الاستقلاب لدى المصابين بالمتلازمة.
لا يوجد سبب معروف لمعظم حالات الإصابة بالمتلازمة، وأحيانا تكون الإصابة حالة ثانوية مرافقة لتشخيصات أخرى كأورام الدماغ ذات الدرجة المنخفضة وإصابات الرأس الداخلية وداء الكيسات العصبية المذنبة والداء المزيل للميالين، كما قد تترافق التهابات الأوعية في الجهاز العصبي المركزي مع هذه المتلازمة.

## التشخيص التفريقي
يبين الجدول أدناه التشخيص التفريقي والشامل للحبسة الكلامية الصرعية المكتسبة بالإضافة إلى التراجع الإدراكي والسلوكي.
| التشخيص                                            | التراجع الحاصل                                                          | نماذج التخطيط الكهربائي للدماغ EEG                                                                |
| تراجع توحديّ صرعي                                   | اللغة التعبيرية، اللغة الاستقبالية، اجتماعي، التواصل اللفظي وغير اللفظي | نموذج ارتفاع مفاجئ للصدغ المركزي                                                                  |
| تراجع توحدي                                        | اللغة التعبيرية، اللغة الاستقبالية، اجتماعي، التواصل اللفظي وغير اللفظي | طبيعية                                                                                            |
| حبسة كلامية صرعية مكتسبة                           | اللغة الاستقبالية، سلوكي محتمل                                          | نموذج ارتفاع مفاجئ جداري أو للصدغ الأيسر أو الأيمن، مخطط كهربائي للحالة الصرعية أثناء النوم محتمل |
| حبسة كلامية صرعية تعبيرية مكتسبة                   | اللغة التعبيرية، عمه فموي حركي                                          | نموذج ارتفاع مفاجئ للصدغ المركزي                                                                  |
| حالة صرعية تظهر بالتخطيط الدماغي أثناء النوم       | اللغة الاستقبالية، اللغة التعبيرية، سلوكية محتملة                       | مخطط كهربائي للحالة الصرعية أثناء النوم                                                           |
| حبسة جزئية نمائية (اعتلال اللغة التعبيرية النمائي) | لا يوجد، قصور في اكتساب اللغة التعبيرية                                 | نموذج ارتفاع مفاجئ جداري أو صدغي                                                                  |
| اضطراب تفككي صرعي                                  | اللغة التعبيرية، اللغة الاستقبالية، اجتماعي، التواصل اللفظي وغير اللفظي | مخطط كهربائي للحالة الصرعية أثناء النوم                                                           |
| التأتأة                                            | اللغة التعبيرية، لا يوجد عمه لفظي سمعي                                  | تفريغات ذات نموذج ارتفاع مفاجئ-موجة بالمنطقة الصدغية المتوسطة والجبهية [6]                        |

استمرار نموذج ارتفاع مفاجئ-موجة في مرحلة الموجة البطيئة للنوم لما يزيد عن 85% منها.

## العلاج
يتكون علاج المتلازمة عادة من أدوية مثل مضادات الاختلاج والستيروئيدات القشرية (مثل بريدنيزون) والعلاج الكلامي، ويجب أن يبدأ العلاج بوقت مبكر. يتحسن بعض المصابين باستخدام الستيروئيدات القشرية والهرمون المحفز للقشرة الكظرية ACTH، الأمر الذي قاد الباحثين للاعتقاد بأن الالتهاب والتشنج الوعائي قد يلعبان دوراً في بعض حالات الحبسة الكلامية الصرعية المكتسبة.
من بين الخيارات العلاجية المثيرة للجدل علاج جراحي يسمى البضع المتعدد تحت الطبقة الحنون حيث يتم فيه إجراء شقوق في القشرة المخية في القسم المصاب من الدماغ تحت الأم الحنون، قاطعة مسالك المحاور العصبية في المادة البيضاء المجاورة. تقطع القشرة المخية بخطوط متوازية إلى التلفيف الصدغي المتوسط ومنطقة سليفيوس لإضعاف انتشار النشاط الصرعي بدون إحداث اختلال وظيفي في القشرة المخية. تحدثت نتائج دراسة لموريل وآخرين جرت على 14 مصاباً بالمتلازمة وخضعوا لقطع متعدد تحت الحنون بأن 7 من بينهم استعادوا القدرة على الكلام بما يتوافق مع أعمارهم ولم يعودوا بحاجة إلى علاج الكلام، كما أن 4 من الجميع أظهروا تحسناً في التحدث وفي فهم التعليمات المعطاة بشكل لفظي، لكنهم كانوا ما يزالون بحاجة إلى علاج الكلام، وكان لدى 11 مريضاً خلل وظيفي لغوي لسنتين أو أكثر بعد ذلك. كما ذكرت دراسة أخرى لسواهني وآخرين حدوث تحسن في مرضى المتلازمة الثلاثة الذين درسوهم بعد خضوعهم لنفس الإجراء.
تضم العديد من المستشفيات برامج صممت لمعالجة حالات مثل حالة متلازمة لاندو كليفنر كمشفى أطفال بوسطن وبرنامج التواصل المعزز فيه. ويعرف عالمياً بعمله مع الأطفال والبالغين غير القادرين على الكلام أو لديهم خلل كبير فيه. وعادة ما يتكون فريق رعاية الأطفال المصابين بالمتلازمة من طبيب أعصاب وأخصائي علم نفس عصبي وأخصائي علاج الكلام أو السمع، وقد يحتاج بعض الأطفال الذين لديهم مشاكل سلوكية أيضاً معاينة أخصائي علم نفس الطفل وأخصائي بعلم الصيدلة النفسي. يبدأ علاج الكلام مباشرة عند التشخيص بالترافق مع العلاج الدوائي الذي قد يشمل الستيروئيدات ومضادات الصرع ومضادات الاختلاج.
كما أثبت تعليم المصابين بالمتلازمة فائدته في العلاج، فيعد تعليمهم لغة الإشارة وسيلة مساعدة في التواصل، وإذا كان بمقدور الطفل القراءة والكتابة قبل بداية إصابته بالمتلازمة فالأمر أيضاً مساعد جداً.

## توقعات سير المرض
تختلف توقعات سير المرض للأطفال المصابين بالمتلازمة، فالبعض قد يصاب باضطراب لغوي شديد ودائم، بينما يستعيد البعض قسماً كبيراً من قدراتهم اللغوية (رغم أنها قد تأخذ أشهراً وسنواتاً). وفي بعض الحالات، قد يحدث كمون للمتلازمة ثم تعاود الظهور. تتحسن توقعات سير المرض عندما تكون بداية الاضطراب بعد عام السادسة وعندما يبدأ علاج الكلام مبكراً، وتختفي النوبات عموماً عند البلوغ. ولا يمكن القول بأن فترات كمون المتلازمة القصيرة غير شائعة، لكن هذا الأمر يخلق صعوبات في تقييم استجابة المريض لمختلف وسائل العلاج.
يعرض الجدول أدناه دراسة تتبعية طويلة الأمد لمتلازمة لاندو كليفنر عبر عدة دراسات مساعدة:
| الدراسة                 | عدد المرضى | متوسط المتابعات | عدد المرضى ذوي المشاكل اللغوية العادية والخفيفة |
| سوبرانو وآخرون (1994)   | 12         | 8               | 3                                               |
| مانتوفاني ولاندو (1980) | 9          | 22              | 6                                               |
| باكوير (1992)           | 6          | 8.1             | 3                                               |
| روسي (1999)             | 11         | 9.7             | 2                                               |
| روبنسون وآخرون (2001)   | 18         | 5.6             | 3                                               |
| ديوران وآخرون (2009)    | 7          | 9.5             | 1                                               |
| الإجمالي                | 63         |                 | 18 (28.6%)                                      |

كانت معدلات النتائج الجيدة منخفضة وتراوحت بين 14% و50%.
في دراسة ديوران وآخرين التتبعية طويلة الامد للمصابين بمتلازمة لاندو كليفنر، قام بدراسة 7 مصابين (جميعهم ذكور أعمارهم بين 8-27 عاماً)، معظمهم لم يظهر كمون صرعي إجمالي واستمرت لديهم مشاكل اللغة. ومن بين 7 مرضى، نقل عن واحد منهم أنه يعيش حياة طبيعية، اما الستة الآخرسن يعانون بشدة من المتلازمة.
إن دراسة ديوران وآخرين من الدراسات القليلة التي تعرض تقارير تتبعية طويلة الأمد لمتلازمة لاندو كليفنر، وتستعمل اختبار التخطيط الكهربائي للدماغ والتصوير بالرنين المغناطيسي ومقاييس فاينلاند للسلوك التكيفي ومقاييس تقييم كونور المراجعة وواستبياناً صحياً قصيراً لتحليل بيانات المرضى.
وصفت أكثر من 200 حالة من متلازمة لاندو كليفنر في الدراسات السابقة على المستوى العالمي، ونقل عن 81 حالة بين عامي 1957 و1980، بالإضافة إلى تشخيص 100 حالة كل 10 سنوات بشكل عام.